# Boa arc de Sant Martí
La boa arc de Sant Martí (Epicrates cenchria) és una espècie de serp de la família Boidae distribuïdes per gran part d'Amèrica Central, el Carib i Sud-amèrica. El seu nom comú deriva de la seva resplendor multicolor quan li toca la llum de sol.

## Característiques
Les boes arc de Sant Martí poden arribar a mesurar més de 2 m de llarg i viure més de 25 anys. Són tímides i nocturnes, i viuen en rius, rierols, llacs i pantans.

## Subespècies
Epicrates cenchria té 10 subespècies reconegudes, que es distingeixen entre si per les seves taques i la seva regió d'origen. És rar trobar dues subespècies en el mateix hàbitat. L'actual taxonomia d'Epicrates cenchria ha estat motiu de desacord i el nombre de subespècies pot canviar en el futur.